# A Dangerous Man: Lawrence After Arabia
A Dangerous Man: Lawrence After Arabia (bra: Lawrence da Arábia: A Última Missão ou Lawrence da Arábia II - Missão de Risco) é um telefilme britânico de 1992 dirigido por Christopher Menaul, e estrelado por Ralph Fiennes, Alexander Siddig e Denis Quilley.

## Sinopse
Após o término da 1ª Guerra Mundial, Lawrence (Ralph Fiennes) vai a Paris em companhia de Faiçal (Alexander Siddig). Ele luta pela união das tribos árabes e pede que os ingleses respeitem o acordo feito com Feisal e deixe a Síria em poder dos árabes, que conquistaram Damasco. Mas, como existem interesses britânicos em não entrar em choque com a França, que também tem interesse na região, uma série de medidas são proteladas.

## Elenco
- Ralph Fiennes... T. E. Lawrence
- Alexander Siddig... rei Faiçal
- Denis Quilley... Lord Curzon
- Nicholas Jones... Lord Dyson
- Roger Hammond... Valence
- Peter Copley... Maitland
- Paul Freeman... Dumont
- Polly Walker... Mme. Dumont
- Gillian Barge... Gertrude Bell
- Jim Carter... Meinertzhagen
- Michael Cochrane... Winston Churchill
- Robert Arden... Wilson
- Arnold Diamond... Georges Clemenceau
- Bernard Lloyd... David Lloyd George
- Keith Edwards... Fleischmann

## Recepção
A Variety classificou o filme como "produção de alta qualidade".